# Estische Onafhankelijkheidsoorlog
De Estische Onafhankelijkheidsoorlog (ook wel bekend als Estische Bevrijdingsoorlog, Estisch: Vabadussõda, ofwel ‘Vrijheidsoorlog’) was een conflict tussen Esten die een onafhankelijk Estland wilden, en de bolsjewieken, die van Estland een socialistische sovjetrepubliek wilden maken als onderdeel van de Sovjet-Unie.
De oorlog kan worden gezien als een van de fronten van de Russische Burgeroorlog. De Estische Onafhankelijkheidsoorlog werd uitgevochten in de jaren 1918-1920 en eindigde met een onafhankelijke republiek Estland. De Russische Burgeroorlog ging daarna nog twee jaar door.

## Voorgeschiedenis
Op 28 juli 1914 brak de Eerste Wereldoorlog uit. Aan het Oostfront ging de strijd tussen de Centrale mogendheden (met een hoofdrol voor het Duitse Keizerrijk en een bescheiden bijrolletje voor Oostenrijk-Hongarije) en het keizerrijk Rusland. Al vroeg in de oorlog bezette Duitsland het Russische deel van Polen, het huidige Litouwen en delen van de huidige staten Letland en Wit-Rusland. Daarna ontstond een soort patstelling. Duitsland rukte niet verder op en Rusland deed geen moeite om het verloren gegane gebied te heroveren.
Het gebied dat nu Estland is, was al sinds de middeleeuwen verdeeld over twee bestuurlijke eenheden. In de tijd dat het gebied onder Russisch bestuur stond, waren dat het gouvernement Estland (nu Noord-Estland) en het gouvernement Lijfland. Van Lijfland werd alleen het noordelijk deel (nu Zuid-Estland) bevolkt door Esten, in het zuidelijk deel woonden Letten.
In februari 1917 brak in Rusland de Februarirevolutie uit, die een eind maakte aan het bewind van tsaar Nicolaas II. De nieuwe regering onder Aleksandr Kerenski stond minder negatief tegenover meer autonomie voor minderheden dan de tsaar. De Esten kregen voor elkaar dat Estland en Noord-Lijfland werden samengevoegd tot een autonoom gouvernement Estland (dat zou bestaan tussen 30 maart 1917 en februari 1918) en kozen een voorlopig parlement, Maapäev geheten. De Maapäev radicaliseerde al snel; binnen korte tijd was het doel al niet meer autonomie, maar onafhankelijkheid.
In oktober 1917 werd de Februarirevolutie gevolgd door de Oktoberrevolutie, die de bolsjewieken aan de macht bracht. Ook in Estland waren bolsjewieken actief, die in contact stonden met hun Russische geestverwanten. Zij hadden geen bezwaar tegen een zekere mate van autonomie, maar zagen niets in een onafhankelijke staat. Al op 23 oktober 1917, twee dagen voor de Oktoberrevolutie, pleegden de bolsjewieken onder Jaan Anvelt een staatsgreep. Vanaf dat moment hadden ze de hoofdstad Tallinn in handen; de rest van het land bleef trouw aan de Maapäev.
De Maapäev benoemde een Bevrijdings- en Reddingscomité, bestaande uit Konstantin Päts, Jüri Vilms en Konstantin Konik, verklaarde zich onafhankelijk van alle Russische staatsorganen en ging ondergronds. Er dreigde een burgeroorlog, maar inmiddels hadden de Duitsers besloten gebruik te maken van de verzwakking van Rusland en rukten ze vanuit het deel van Letland dat in hun handen was, op naar het noorden. De bolsjewieken weken uit naar Petrograd en lieten Tallinn aan hun tegenstanders. Op 24 februari 1918 riep het Bevrijdings- en Reddingscomité in Tallinn de onafhankelijke Republiek Estland uit. Tegelijk werd een voorlopige regering gevormd. De volgende dag marcheerden de Duitsers de stad binnen.
De Duitsers negeerden de onafhankelijkheidsverklaring; een aantal vooraanstaande voorvechters van de Estische onafhankelijkheid werd gevangengezet. Pas nadat Duitsland op 11 november 1918 had gecapituleerd, droeg het de macht over Estland over aan de voorlopige regering.

## Sovjetoffensief

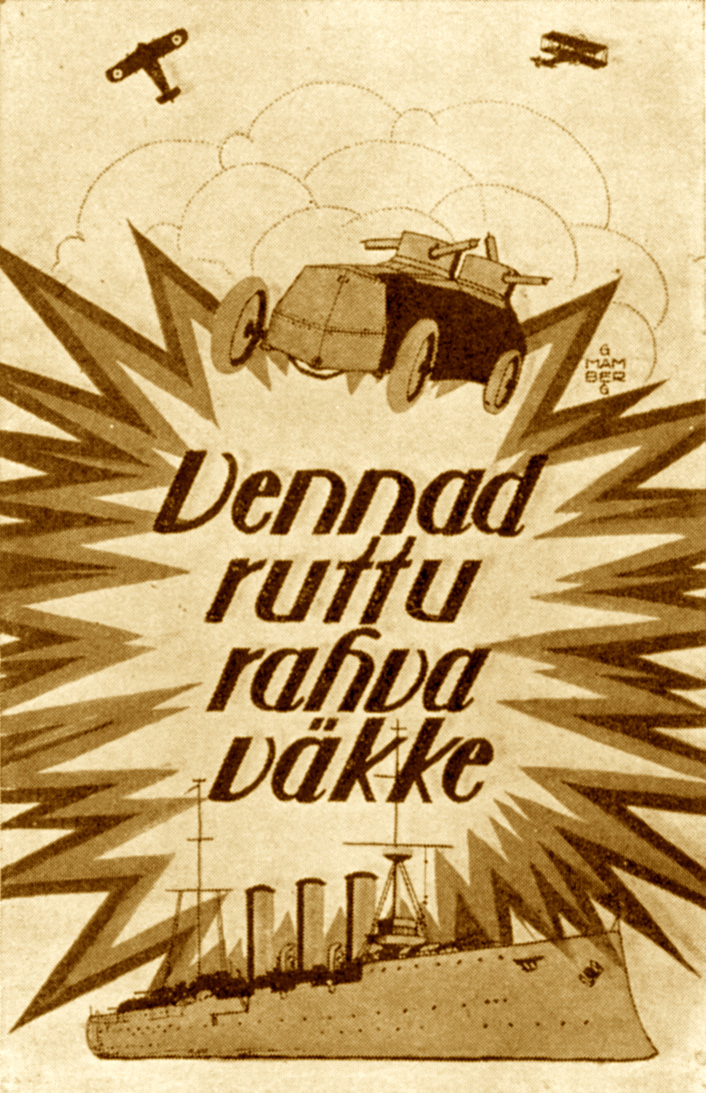
‘Broeders, schrijf je snel in bij het volksleger’: Affiche om soldaten te werven voor het Estische leger, 1918

Al op 22 november 1918 viel de Zesde Divisie Tirailleurs van het Rode Leger Estland binnen. Op 29 november veroverde ze na zware bombardementen Narva op de Kaitseliit, een paramilitaire organisatie die de orde moest bewaken in het net beginnende land, en het Infanterieregiment nr. 405, een Duitse eenheid die was achtergebleven.
Op 6 december viel de Tweede Novgorod-Divisie Estland binnen ten zuiden van het Peipusmeer. Het Estische leger telde op dat moment 2.000 man. Daar kwam de Kaitseliit bij met 14.500 man. Beide hadden een tekort aan wapens. De Kaitseliit bestond voor een groot deel uit scholieren. Wel kreeg het leger al in november 1918 versterking van het Baltische Bataljon, bestaande uit bewapende vrijwilligers, sommigen met machinegeweren. Een deel bestond uit Baltische Duitsers. De Estische Baltische Duitsers toonden zich daarmee aanzienlijk loyaler dan de Letse.
De Sovjettroepen bestonden voor een klein deel uit Esten, maar voor het overgrote deel uit Russen. Volgens een rapport van de Estische legerleiding uit februari 1919 hadden tot op dat moment 35 Sovjetregimenten in Estland gevochten, waarvan er vier grotendeels uit Esten bestonden. Deze invasietroepen boekten in eerste instantie veel terreinwinst. Op 18 december kregen ze het spoorwegknooppunt Valga en op 24 december 1918 het spoorwegknooppunt Tapa op 34 km afstand van Tallinn in handen. Daarvoor hadden ze op 21 december Tartu al veroverd, waar ze een bloedbad aanrichtten. In Narva zetten Estische sympathisanten van de Sovjet-Unie een soort bestuur op, de Gemeenschap van Arbeiders van Estland, weer onder voorzitterschap van Jaan Anvelt.
Konstantin Päts, minister-president en tevens minister van Defensie in de voorlopige regering, benoemde Johan Laidoner tot opperbevelhebber en kondigde een algehele mobilisatie af. Laidoner begon direct zo veel mogelijk mensen te rekruteren voor het leger. Op 5 januari 1919 had hij al 14.000 nieuwe soldaten geworven. Uit het bestaande leger en de rekruten vormde hij nieuwe legeronderdelen, zoals de Tweede Divisie voor Zuid-Estland.
Estland kreeg ook steun uit het buitenland. Finland, dat zelf net een jaar onafhankelijk was, leverde wapens en munitie, net als het Verenigd Koninkrijk. Het Britse eskader dat de wapens kwam brengen, maakte ook twee Russische oorlogsschepen buit, de Spartak en de Avtroil. De schepen werden overgedragen aan de Esten, en kregen nieuwe namen: Vambola en Lennuk. Het Verenigd Koninkrijk en de Verenigde Staten leverden voedsel.
Op 31 december kwamen 2000 Finse vrijwilligers in Estland aan om mee te vechten tegen het Rode Leger. Uiteindelijk zou Finland 3500 vrijwilligers leveren. Laidoner liet in Tallinn pantsertreinen bouwen. Ook vrachtwagens werden voorzien van pantserplaten en in de strijd tegen de Rode troepen ingezet.

## Estisch tegenoffensief

De viering van één jaar onafhankelijkheid op het Vrijheidsplein in Tallinn op 24 februari 1919

Tussen 2 en 5 januari 1919 wist het Estische leger, dat nu 16.000 man telde, tegenover het invasieleger van 12.000 man, de opmars van het Sovjetleger te stoppen. Op 7 januari zetten de Esten een tegenoffensief in. Op die dag heroverden de Esten Tapa, mede door de inzet van soomusrongid (pantsertreinen). Op 12 januari viel Rakvere in hun handen.
Op 17 januari landde een Fins-Estische eenheid van 1.000 man op het strand van Udria ten noorden van Narva. Een paar plaatsjes in de omgeving vielen dezelfde dag nog in Estische handen. Een tegenoffensief van de Sovjettroepen bij Laagna in de ochtend van 18 januari werd afgeslagen. Dezelfde dag nog werd het offensief tegen Narva ingezet. In de ochtend van 19 januari hadden de Esten en de Finnen Narva veroverd. Jaan Anvelt en Leon Trotski, de Volkscommissaris voor het Leger en Maritieme Aangelegenheden, die persoonlijk aanwezig was in Narva, ontsnapten ternauwernood aan gevangenneming. Vanaf dat moment was de rivier Narva de noordelijke frontlijn. 
Pantsertreinen speelden ook een belangrijke rol aan het zuidelijke front. Dankzij de inzet van een pantsertrein viel Tartu op 14 januari weer in Estische handen. Op 31 januari 1919 werd bij Paju een slag uitgevochten tussen het Partizanenbataljon van Tartumaa en Finse vrijwilligers tegen de Letse Schutters. Daarna was ook Valga weer in Estische handen en was het Rode Leger geheel van Estisch grondgebied verdreven.
De oorlog ging nu verder in Noord-Letland. In februari werden Salacgrīva en Alūksne veroverd. In de tweede helft van februari begon het Rode Leger echter een nieuw offensief. Daartoe waren ca. 80.000 nieuwe rekruten gemobiliseerd. De nieuwe invasiemacht noemde zich het Estische Rode Leger, hoewel ze voor het overgrote deel uit Russen bestond.
Bij de rivier Narva wisten de Esten samen met het Noordwestelijke Witte Leger, waarmee ze een bondgenootschap waren aangegaan, de aanval van het Rode Leger af te slaan. In het zuiden boekte het Rode Leger aanvankelijk successen. Alūksne viel weer in hun handen, en zelfs een paar plaatsen in Zuid-Estland, zoals Vastseliina en Räpina.
Nadat versterkingen waren gearriveerd, viel de Estische Tweede Divisie opnieuw aan en werd het ‘Estische’ Rode Leger teruggedreven. Op 29 maart viel Petseri. Het Rode Leger trok zich terug achter de rivier Optjok, ten oosten van Petseri.
Inmiddels had Estland ook een Derde Divisie. Die vocht bij Võru en sloeg daar op 22 april onder het commando van generaal-majoor Ernst Põdder een aanval van het Estische Rode Leger af.

## Bondgenootschappen

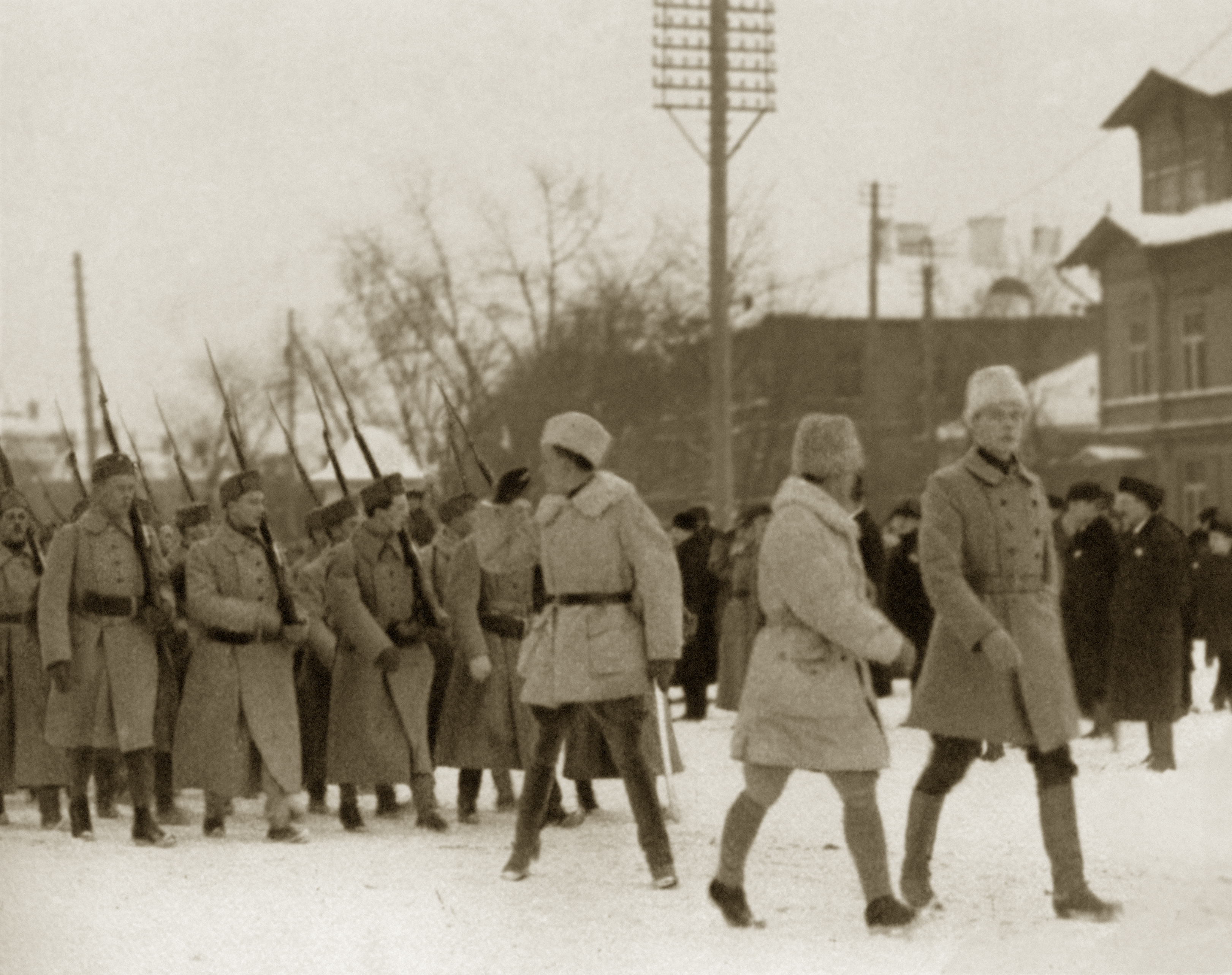
Finse vrijwilligers komen in Tallinn aan

Van 5 t/m 7 april 1919 werden verkiezingen gehouden voor de Estische Constituerende Assemblee, het eerste parlement, dat een grondwet moest opstellen. Op 23 april kwam het parlement voor het eerst bij elkaar en koos het de sociaaldemocraat August Rei tot voorzitter. De voorlopige regering werd vervangen door een definitieve onder Otto Strandman, ook een sociaaldemocraat. Op 4 juni nam het parlement een voorlopige grondwet aan en op 10 oktober een wet op de landhervorming, waarbij de Baltisch-Duitse grootgrondbezitters deels werden onteigend en grote delen van hun land werden verdeeld onder Esten. Estische militairen kwamen als eersten in aanmerking voor een stuk grond.
Estland steunde de Witte legers die tegen het Rode Leger streden, en ook de Letten, die hun eigen onafhankelijkheidsoorlog voerden.  Die verliep aanzienlijk minder voorspoedig dan de Estische. Estland stond toe dat Letten die voor het Rode Leger waren gevlucht een eigen Noord-Letse Brigade oprichtten onder leiding van Jorģis Zemitāns. Ze vochten mee aan het zuidelijke front. Ook Ingriërs mochten een eigen leger opzetten. Ze vochten aan de zijde van de Esten en een deel van hen nam deel aan de expeditie van Nikolaj Joedenitsj tegen Petrograd.
De Finnen die samen met de Esten hadden gevochten, gingen in maart en april 1919 weer naar huis. Er waren 150 Finnen gesneuveld. Behalve Finnen vochten ook enkele tientallen Denen en Zweden met de Esten mee.

## Operaties in Rusland

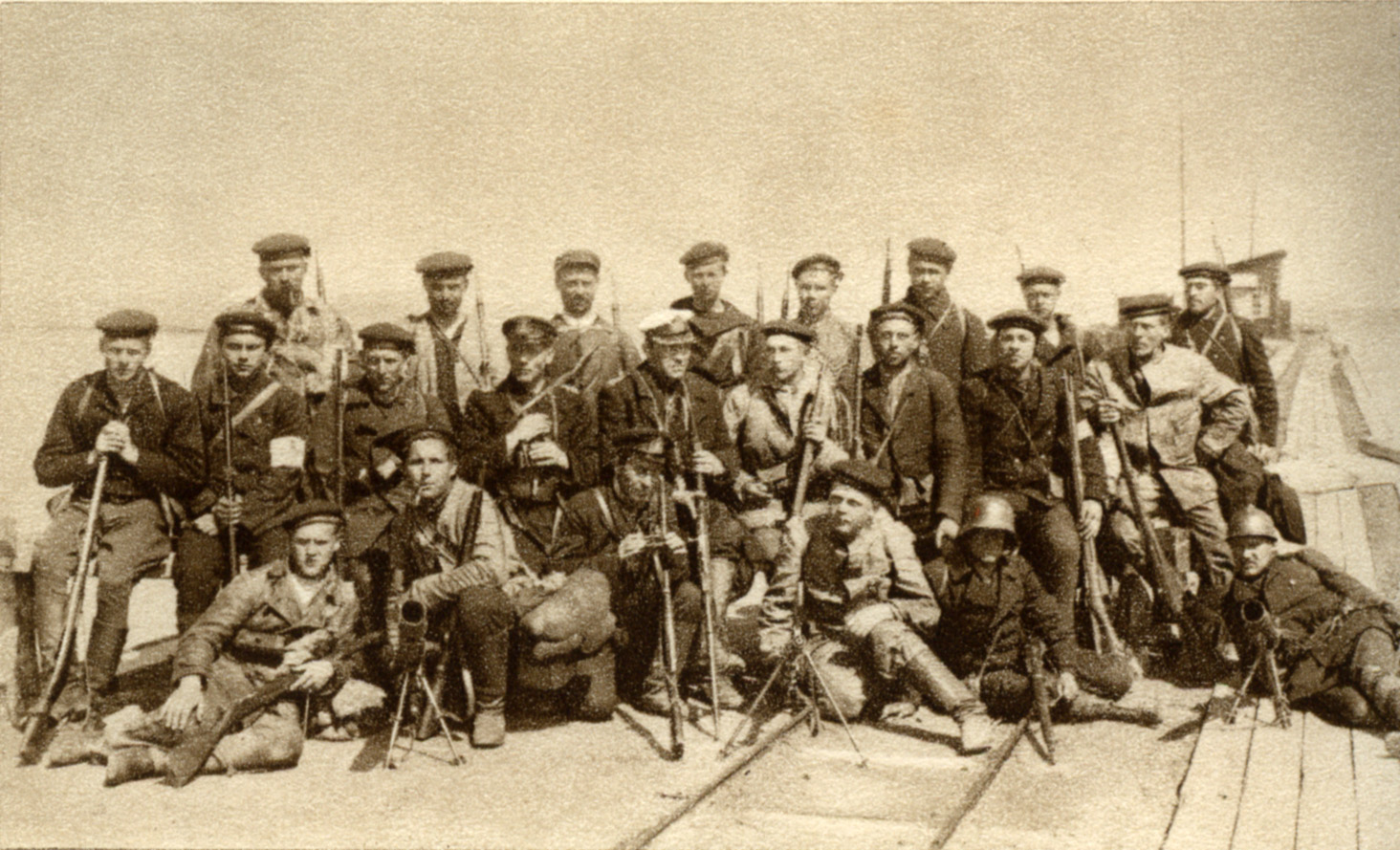
De Estische bemanning van het oorlogsschip Vambola

Op 13 mei 1919 lanceerden de Esten samen met Witte troepen een offensief bij Narva. De Zesde Divisie Tirailleurs, die nog steeds aan de overzijde van de rivier Narva lag, werd vernietigd. Langs de Golf van Finland kreeg het offensief steun van de Estische en de Britse marine. Het offensief stokte echter na een tegenaanval van de Zevende Divisie van het Rode Leger. Daarna was de rivier Loega de frontlijn.
Op 24 mei 1919 begonnen de Estische troepen die bij Petseri waren gelegerd, een offensief tegen het Estische Rode Leger, waarvan een deel overliep. Op 25 mei hadden de Esten de Russische stad Pskov in handen. Een paar dagen later voegden eenheden van het Noordwestelijke Witte Leger zich bij hen. De Esten, die geen behoefte hadden aan annexatie van een Russische stad, droegen Pskov aan hen over. Kort daarop nam generaal Nikolaj Joedenitsj het bevel van dit leger op zich. De verovering van Pskov was echter niet blijvend. Al op 28 augustus 1919 heroverde het Rode Leger de stad.

## Operaties in Letland

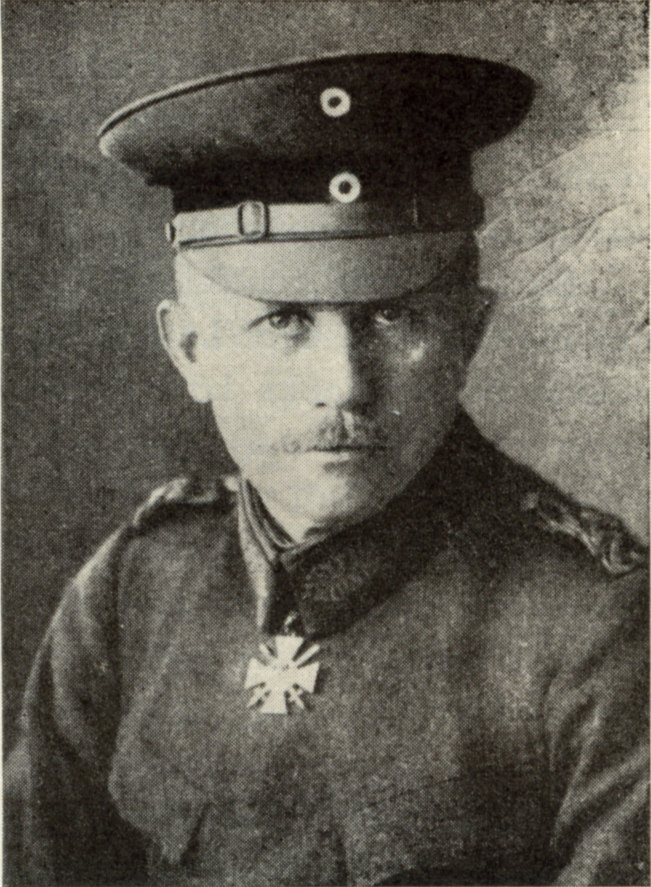
Generaal Rüdiger von der Goltz

Eind mei 1919 zetten de Tweede en de Derde Divisie een nieuw offensief in Noord-Letland in. Ze heroverden Alūksne en namen Valmiera in. Tegelijkertijd begonnen de Letten samen met de Baltische Landeswehr, een korps waarin achtergebleven Duitse troepen samenwerkten met Baltische Duitsers, een offensief in West-Letland. De Esten veroverden op 31 mei Gulbene en op 6 juni staken ze de Daugava over en veroverden ze Jēkabpils.
Toen keerde de Baltische Landeswehr onder generaal Rüdiger von der Goltz zich ineens tegen de Esten, nadat de Duitsers op 16 april al de Letse regering van Kārlis Ulmanis omver hadden geworpen en vervangen door een regering onder Andrievs Niedra. Oprukkend naar het noorden veroverde de Landeswehr Cēsis. Bij die stad werd tussen 19 en 23 juni 1919 de beslissende slag geleverd tussen de Esten onder Ernst Põdder en de Letten onder Jorģis Zemitāns aan de ene kant en de Landeswehr aan de andere. De Landeswehr dolf het onderspit.
De maand daarop moest Niedra weer het veld ruimen en kwam Ulmanis terug. Door bemiddeling van Frankrijk en het Verenigd Koninkrijk werd op 3 juli een staakt-het-vuren bereikt tussen Estland, Letland en de Baltische Landeswehr. Een deel van de Landeswehr stelde zich weer onder commando van de Letten, een ander deel vertrok naar Duitsland, maar een deel sloot zich onder von der Goltz aan bij het West-Russisch Bevrijdingsleger, een opstandig onderdeel van de Witte legers onder kolonel Pavel Bermondt-Avalov.
In oktober 1919 rukte het West-Russisch Bevrijdingsleger op naar Riga. De Letten wisten de aanval succesvol af te slaan, mede dankzij een Brits-Frans vlooteskader, dat Bermondts stellingen aan de Daugava onder vuur nam, en de Esten, die twee pantsertreinen stuurden.

## Laatste schermutselingen

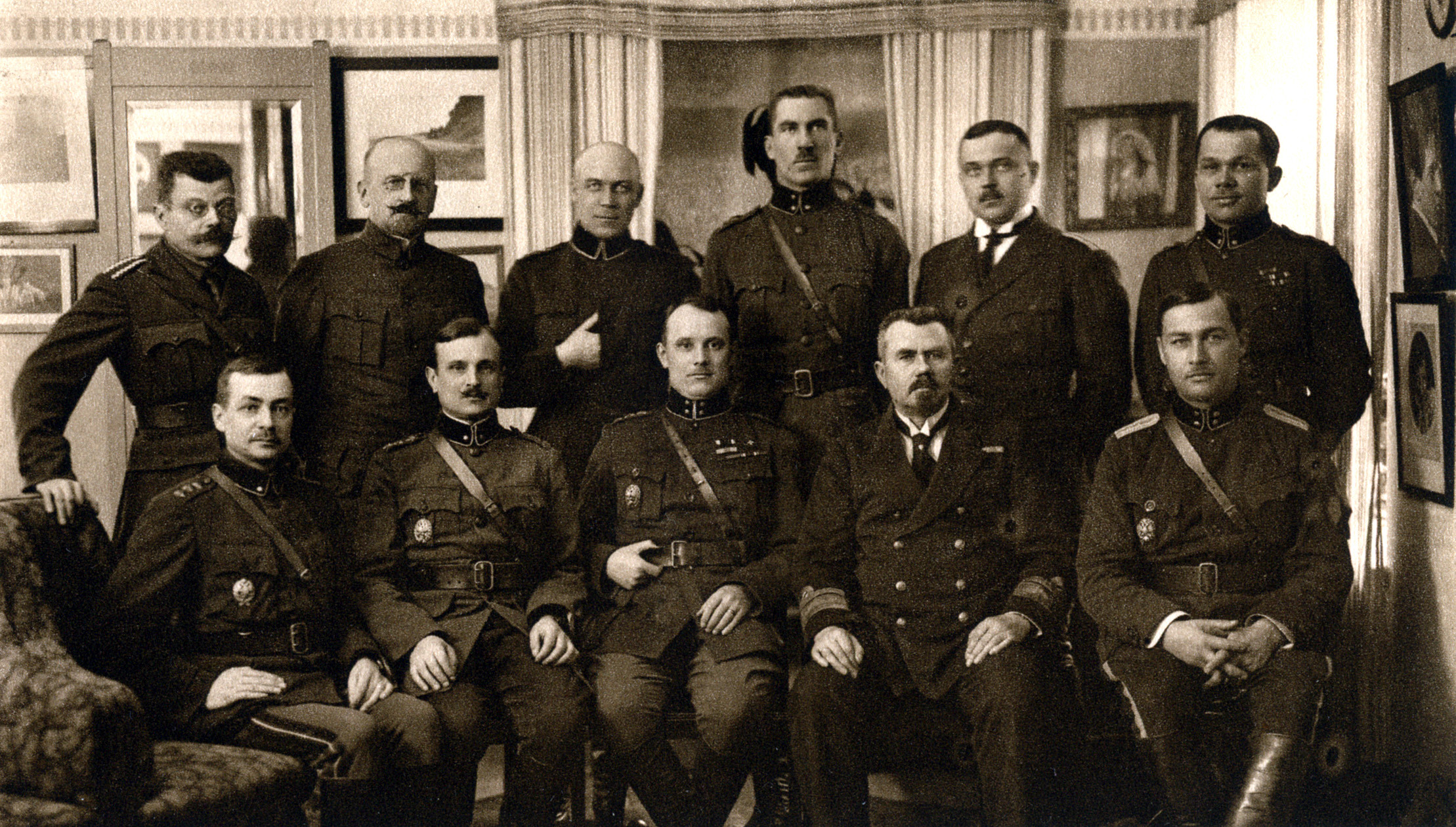
Het opperbevel van het Estische leger in 1920

Sovjet-Rusland liet al vanaf de lente van 1919 in radio-uitzendingen doorschemeren dat het vrede wilde sluiten met Estland. Als blijk van goede wil werd op 5 juni de Gemeenschap van Arbeiders van Estland opgeheven. Op 31 augustus stelden de Russen officieel voor vredesonderhandelingen te openen. Op 4 september accepteerden de Esten het voorstel. De eerste verkennende besprekingen vonden op 17 en 18 september plaats in Pskov. Verdere onderhandelingen werden echter uitgesteld op voorstel van Estland, dat graag één vredesverdrag wilde van de Sovjet-Unie met Estland, Letland, Litouwen en Finland.
Op 28 september 1919 begon het Noordwestelijke Witte Leger onder generaal Nikolaj Joedenitsj een offensief in de richting van Petrograd, operatie ‘Wit Zwaard’. Onder druk van Frankrijk en het Verenigd Koninkrijk, die nog steeds hoopten de Sovjetregering ten val te brengen, verleenden de Esten steun, maar niet van harte, want Joedenitsj erkende de Estische onafhankelijkheid niet. Ze beperkten die steun tot een minimum toen het West-Russisch Bevrijdingsleger optrok naar Riga. Tegenhouden van Bermondt-Avalov en von der Goltz had prioriteit. De Britten en de Fransen leverden Joedenitsj wapens. Hij kwam tot op 16 km van Petrograd, maar werd toen teruggeslagen door het Rode Leger, dat zijn troepen achterna joeg tot aan de rivier Narva. De Esten ontwapenden en interneerden de Witte soldaten die terugkeerden in Estland. Ze hadden liever geen grote gewapende groep binnen hun grenzen die niet loyaal was aan een onafhankelijk Estland.
In december viel het Rode Leger nogmaals met een grote overmacht (160.000 man tegenover 85.000 man Estische troepen) Estland binnen, maar het werd weer teruggedreven achter de rivier Narva. De inval kostte duizenden Rode soldaten het leven.
De regering van premier Jaan Tõnisson besloot op 19 november 1919 de besprekingen met Sovjet-Rusland te hervatten. Estland liet daarmee het idee varen om ook Letland, Litouwen en Finland bij de onderhandelingen te betrekken. De besprekingen begonnen officieel op 4 december in Tartu, juist op een moment dat er weer gevochten werd. De Estische delegatie stond onder leiding van Jaan Poska.

## De Vrede van Tartu
Op 31 december 1919 waren Estland en de Sovjet-Unie het eens. Op 3 januari 1920 werd een staakt-het-vuren bereikt.
Op 2 februari 1920 tekenden Estland en de Sovjet-Unie de Vrede van Tartu. Het was het eerste verdrag dat de Sovjet-Unie afsloot en ook het eerste blijk van internationale erkenning voor het Sovjetregime. De Sovjet-Unie zag voor altijd af van alle aanspraken op het grondgebied van Estland. De overeengekomen grens kwam ruwweg overeen met de frontlijn na het staken van de vijandelijkheden.
Estland kreeg een strook grond ten oosten van de rivier Narva en het gebied rond Petsjory. Dat laatste werd de Estlandse provincie Petserimaa. In 1944 moest Estland deze gebieden weer afstaan. Ze werden ingelijfd bij de Russische Socialistische Federatieve Sovjetrepubliek.
De Sovjet-Unie sloot op 14 oktober 1920 vrede met Finland, ook in Tartu. Een vrede met Letland kwam tot stand op 11 augustus 1920, de Vrede van Riga. Met Litouwen werd op 12 juli 1920 de Vrede van Moskou gesloten.
In de Estische Onafhankelijkheidsoorlog zijn aan Estische zijde 5.000 doden gevallen. De verliezen aan Sovjetzijde zijn niet bekend, maar vermoedelijk veel hoger.